# Брокманн, Тео (старший)
Теодо́рюс Йоха́ннес Франци́скюс Бро́кманн (нидерл. Theodorus Johannes Franciscus Brokmann; 19 сентября 1893, Амстердам — 28 августа 1956, там же), более известный как Те́о Бро́кманн (нидерл. Theo Brokmann) — нидерландский футболист, нападающий, выступал за амстердамский «Аякс». В период с 1912 по 1925 год провёл за команду 175 игр и забил 78 голов. В составе национальной сборной Нидерландов в 1919 году провёл один матч.
Отец футболиста Тео Брокманна младшего.

## Клубная карьера
Тео Брокманн начал свою футбольную карьеру в любительском клубе «Стедс Ворвартс». В 1912 году в возрасте 20 лет, Тео попал в амстердамский «Аякс». Его дебют состоялся лишь год спустя, 19 октября 1913 года в мачте против клуба ДФК, в котором «Аякс» победил со счетом 6:1.
За 11 сезонов Тео провёл 175 матчей и забил 78 мячей, Брокманн дважды становился чемпионом Нидерландов в 1918 и 1919 году, а в 1917 году Тео стал обладателем Кубка Нидерландов.
Свой последний матч Тео провёл 22 февраля 1925 против ДФК, в том же году Брокманн завершил свою футбольную карьеру. Через пять лет Тео вернулся в «Аякс» и работал в качестве водителя клубного автобуса, а позднее с 1930 по 1950 год работал комиссаром клуба.

## Карьера в сборной
В национальной сборной Нидерландов Тео дебютировал 9 июня 1919 года в товарищеском матче против Швеции. В том матче за сборную дебютировали ещё двое игроков «Аякса», Вим Гюпферт и Хенк Хордейк. В своём дебютном матче, как и Гюпферт, Тео отметился одним забитым мячом, а его команда одержала победу со счётом 3:1. За сборную Тео провёл всего один матч.

## Личная жизнь
Тео родился в сентябре 1893 года в Амстердаме. Отец — Йохан Фредерик Брокманн, мать — Алейда Петронелла Кристина Кентер. Оба родителя были родом из Амстердама, они поженились в июне 1871 года — на момент женитьбы отец был работником склада. В их семье было ещё десять детей: шестеро дочерей и четверо сыновей.
Женился в возрасте двадцати семи лет — его супругой стала 27-летняя Йоханна Катарина ван Дейк, уроженка Амстердама. Их брак был зарегистрирован 12 мая 1921 года в Амстердаме. В июле 1922 года у них родился сын по имени Теодорюс Йоханнес Францискюс, а в мае 1925 года появился второй мальчик — Адрианюс Йоханнес. Старший сын Тео пошёл по стопам отца — играл за «Аякс» как нападающий на протяжении 12 лет, дебютировав в ноябре 1939 года. Младший сын Андре в возрасте 9 лет принимал участие в церемонии открытия стадиона «Де Мер», позже работал в клубе АФК. В январе 1954 года супруга Брокманна умерла в возрасте 61 года.
Умер 28 августа 1956 года в Амстердаме в возрасте 62 лет после непродолжительной болезни. Похоронен 1 сентября рядом с супругой на городском кладбище Хёйс-те-Враг.

## Достижения
- Обладатель Кубка Нидерландов: 1916/17
- Чемпион Нидерландов: 1917/18, 1918/19

## Статистика

### Выступления за клубы
| Клуб             | Сезон            | Лига | Лига | Раунд плей-офф | Раунд плей-офф | Кубок | Кубок | Итого | Итого | Товарищеские матчи | Товарищеские матчи | Всего | Всего |
| Клуб             | Сезон            | Игры | Голы | Игры           | Голы           | Игры  | Голы  | Игры  | Голы  | Игры               | Голы               | Игры  | Голы  |
| ---------------- | ---------------- | ---- | ---- | -------------- | -------------- | ----- | ----- | ----- | ----- | ------------------ | ------------------ | ----- | ----- |
| Аякс             | 1913/14          | 17   | 4    | 2              | 0              | 1     | 0     | 20    | 4     | 5                  | 1                  | 25    | 5     |
| Аякс             | 1914/15          | 6    | 6    | 0              | 0              | 0     | 0     | 6     | 6     | 4                  | 6                  | 10    | 12    |
| Аякс             | 1915/16          | 12   | 19   | 4              | 3              | 0     | 0     | 16    | 22    | 5                  | 3                  | 21    | 25    |
| Аякс             | 1916/17          | 14   | 20   | 3              | 4              | 5     | 7     | 22    | 31    | 17                 | 15                 | 39    | 46    |
| Аякс             | 1917/18          | 22   | 13   | 8              | 7              | 0     | 0     | 30    | 20    | 12                 | 10                 | 42    | 30    |
| Аякс             | 1918/19          | 15   | 8    | 8              | 1              | -     | -     | 23    | 9     | 5                  | 2                  | 28    | 11    |
| Аякс             | 1919/20          | 22   | 3    | 0              | 0              | 0     | 0     | 22    | 3     | 7                  | 3                  | 29    | 6     |
| Аякс             | 1920/21          | 17   | 9    | 6              | 3              | 0     | 0     | 23    | 12    | 2                  | 1                  | 25    | 13    |
| Аякс             | 1921/22          | 22   | 6    | 0              | 0              | -     | -     | 22    | 6     | 2                  | 1                  | 24    | 7     |
| Аякс             | 1922/23          | 12   | 7    | 0              | 0              | -     | -     | 12    | 7     | 4                  | 2                  | 16    | 9     |
| Аякс             | 1923/24          | 16   | 8    | 0              | 0              | -     | -     | 16    | 8     | 3                  | 1                  | 19    | 9     |
| Аякс             | 1924/25          | 9    | 7    | 0              | 0              | 0     | 0     | 9     | 7     | 2                  | 0                  | 11    | 7     |
| Аякс             | 1925/26          | -    | -    | -              | -              | -     | -     | 0     | 0     | 1                  | 1                  | 1     | 1     |
| Всего за карьеру | Всего за карьеру | 184  | 110  | 31             | 18             | 6     | 7     | 221   | 135   | 69                 | 46                 | 290   | 181   |

Источник:
- Theo Brokmann Sr. (нидерл.). Afc-ajax.info. Дата обращения: 16 сентября 2016.

## Статистика

### Матчи Брокманна за сборную Нидерландов
| Матчи Брокманна за сборную Нидерландов | Матчи Брокманна за сборную Нидерландов | Матчи Брокманна за сборную Нидерландов | Матчи Брокманна за сборную Нидерландов | Матчи Брокманна за сборную Нидерландов | Матчи Брокманна за сборную Нидерландов |
| -------------------------------------- | -------------------------------------- | -------------------------------------- | -------------------------------------- | -------------------------------------- | -------------------------------------- |
| №                                      | Дата                                   | Соперник                               | Счёт                                   | Голы Брокманна                         | Соревнование                           |
| 1                                      | 9 июня 1919                            | Швеция                                 | 3:1                                    | 1                                      | Товарищеский матч                      |

Итого: 1 матч / 1 гол; 1 победа, 0 ничьих, 0 поражений.